# Depo kolejových vozidel
Depo kolejových vozidel (DKV) byl v období let 1995 až 2018 typ výkonné jednotky Českých drah. Tyto organizační jednotky se skládaly z dalších provozních jednotek, středisek a pracovišť v oblasti, v nichž jsou deponovány lokomotivy i železniční vozy a byla zajišťována jejich běžná údržba. Pod DKV patřili také strojvedoucí, jimž byly na jednotlivých pracovištích přidělovány služby.

## Historie organizačního uspořádání
Depa kolejových vozidel Českých drah vznikla sloučením dosavadních lokomotivních a vozových dep ke dni 1. 1. 1995.
V roce 2004 existovalo 11 dep kolejových vozidel, tři z nich však byla od 1. července 2004 zrušena a jejich provozní jednotky a pracoviště byly začleněny do jiných DKV. Byla to:
- Depo kolejových vozidel Louny,
- Depo kolejových vozidel Liberec,
- Depo kolejových vozidel Valašské Meziříčí.

V roce 2007 měly České dráhy osm takových jednotek:
V souvislosti s vytvořením dceřiné společnosti ČD Cargo, která od 1. prosince 2007 převzala třetinu lokomotiv a všechny nákladní vozy Českých drah, zanikly v Českých drahách další tři organizační jednotky DKV, a to
- Depo kolejových vozidel České Budějovice,
- Depo kolejových vozidel Ostrava,
- Depo kolejových vozidel Ústí nad Labem.

Po této změně zůstalo pět DKV:
- Depo kolejových vozidel Brno
- Depo kolejových vozidel Česká Třebová
- Depo kolejových vozidel Olomouc
- Depo kolejových vozidel Plzeň
- Depo kolejových vozidel Praha

Od 1. 7. 2018 byla DKV další organizační změnou zrušena a nahrazena novými Oblastními centry údržby (OCÚ), která jsou tři: „Západ“ se sídlem v Plzni, „Střed“ se sídlem v Praze a „Východ“ se sídlem v Brně. Analogicky je členěno odvětví provozu (OCP), s rozdílem, že sídlem Oblastního centra provozu Východ je Olomouc. OCP se dále dělí na jednotlivá regionální pracoviště, OCÚ se dělí na jednotlivá střediska údržby.

## Depa kolejových vozidel zaniklá před rokem 2018

### Depo kolejových vozidel Louny
Depo se nacházelo severně od železniční stanice Louny.
V době ukončení provozu se jednalo o jedno z největších dep kolejových vozidel v České republice.
- Provozní jednotky Chomutov a Most a středisko lokomotivních čet Lovosice byly převedeny pod Depo kolejových vozidel Ústí nad Labem.
- Provozní jednotky Rakovník a Železniční muzeum Lužná u Rakovníka (patřící pod DKV Louny od července 1999)[6] byly převedeny pod Depo kolejových vozidel Plzeň.
- Provozní jednotka Kladno byla změněna na středisko lokomotivních čet Kladno, spolu s provozní jednotkou Kralupy nad Vltavou byla převedena pod nově označené Depo kolejových vozidel Praha.[7][8]

Přímo v Lounech zůstalo po zániku DKV provozní pracoviště příslušející pod DKV Plzeň. Pod DKV Louny patřila také Oblastní chemická laboratoř Most.

## Depa ČD Cargo
Společnost ČD Cargo pro správu a opravy vozidel vytvořila od 1. prosince 2007 organizační uspořádání, které je odvozeno z umístění tří zrušených dep kolejových vozidel Českých drah. Dosavadním DKV u ČD Cargo odpovídají jednotky označované SOKV (středisko oprav kolejových vozidel).: SOKV České Budějovice,
SOKV Ostrava a SOKV Ústí nad Labem.

## Dílny pro opravu vozidel
Dílny pro opravu vozidel patří do samostatné dceřiné společnosti Českých drah s názvem DPOV, a.s. se sídlem v Přerově, pod niž patří provozní střediska oprav (PSO) Přerov, Nymburk a Veselí nad Moravou a provozní pracoviště oprav (PPO) Olomouc a Valašské Meziříčí.